# 즈엉찌리엣
즈엉찌리엣(베트남어: Dương Chí Liệt / 楊志烈, ? ~ ?)은 제3차 중국의 베트남 지배 시기에 당나라에 저항해 봉기를 일으킨 지도자이다.

## 생애
응오시리엔의 《대월사기전서》의 기록에 따르면, 즈엉찌리엣은 교주(交州) 용편(龍編) 사람으로, 그의 선조는 대대로 만(蠻)의 추장이 되었다고 한다. 그의 부친 즈엉타인은 당나라에 의해 환주자사(驩州刺史)에 임명되었는데, 819년에 무리를 이끌고 안남도호부를 야습 격파하여 당에 반기를 들었다.
《구당서》의 기록에 따르면, 820년, 즈엉타인은 당의 장수 계중무(桂仲武)에게 격파당하고 그의 아들 즈엉찌찐(楊志貞)과 함께 사로잡혀 처결되었다. 도시자오(杜士交)는 즈엉타인의 아들 즈엉찌리엣을 군주로 옹립하고 장주(長州)의 착계(鑿溪, 현재 베트남 닌빈성)으로 물러나 저항을 계속했다. 그러나 오래지 않아 세력이 미미해져 군사를 이끌고 당에 투항하였다.